# Stazione di Santa Giuletta
La stazione di Santa Giuletta è una fermata ferroviaria posta sulla linea Alessandria-Piacenza, a servizio dell'omonimo comune.

## Storia
La stazione fu attivata il 22 luglio 1858, all'apertura della tratta fra Casteggio e Stradella.

Il 24 settembre 2000 fu declassata a fermata.